# 士雃
士雃，春秋时期秦国大夫。
春秋中期，秦国与楚国联盟，对付中原霸主晋国。前564年（周灵王八年、鲁襄公九年、秦景公十三年、晋悼公九年、楚共王二十七年），秦景公派遣士雃向楚国请求出兵，准备进攻晋国，楚共王应许了。令尹子囊不同意，认为当时晋国国君明察，臣下忠诚，上位谦让，属下尽力。这时不能相攻。楚共王说：“我已经答应秦国了，虽然比不上晋国，一定要出兵。”楚共王军至武城，作为秦援。秦军攻打晋国，晋国因为饥荒，没有反击。次年，晋国知武子荀罃攻打秦国，以报复上年的侵略。